# Pär Ericson
Pär Olov Ericson (I folkbokföringen stavas efternamnet "Eriksson"), född 29 december 1941 i Uppsala, död 3 september 1999 i Malmö, var en svensk skådespelare. Han var gift med skådespelaren Monica Stenbeck.

## Biografi
Ericsson växte upp i Enköping. När han studerade vid Wiks folkhögskola utanför Uppsala uppmärksammades hans sceniska begåvning av omgivningen och han sökte sig därför till Skara Skolscen. Efter studierna engagerades han hos Riksteatern 1966 och gjorde där sin första roll i Vittangi. Han engagerades därefter vid bland annat Oscarsteatern och Intiman i Stockholm i slutet av 1960-talet, länsteatern i Örebro under 1970-talet samt Helsingborgs stadsteater 1981–1984 för att slutligen hamna vid Malmö stadsteater 1984 där han blev kvar fram till sin död. Han spelade ofta slitna, tragikomiska figurer.
Ericsson var även musikaliskt lagd och medverkade som jazzpianist i Jan Sigurds TV-program Två och en halv flygel. 1987 mottog han Kvällspostens Thaliapris för rollen i Nyfattiga föräldrar till minst 15 barn. Han spelade rollen som julbocken i julkalendern Julens hjältar, men avled av en hjärtinfarkt innan den började sändas, och i början av serien fanns därför texten "Till Pär".
Pär Ericson är begraven på Vårfrukyrkogården i Enköping.
Ericson var bror till Hasse Eson (1928–2011).

## Filmografi
- 1969 – Kameleonterna
- 1973 – Tom Sawyers äventyr
- 1988 – Sommarens tolv månader
- 1989 – La strada del amore
- 1990 – Hjälten
- 1991 – Sunes jul (TV-serie)
- 1993 – Sunes sommar
- 1993 – Macklean (TV-serie)
- 1993 – Mannen på balkongen
- 1993 – Glädjekällan
- 1993 – Kådisbellan
- 1994 – Den vite riddaren (TV-serie)
- 1994 – Frihetens skugga (TV-serie)
- 1995 – Mitt sanna jag (TV-serie)
- 1995 – Mördare utan ansikte (TV-serie)
- 1997 – En doft av paradiset
- 1997 – En fyra för tre (TV-serie)
- 1997 – Snoken (TV-serie)
- 1998 – Det sjunde skottet
- 1998 – Vasasagan
- 1998 – Älskade Lotten (TV-serie)
- 1999 – Happy End
- 1999 – Julens hjältar (TV-serie) (julkalender)
- 2000 – Labyrinten (TV-serie)

## Teater

### Roller
| År   | Roll                          | Produktion                                                                                              | Regi              | Teater                   |
| ---- | ----------------------------- | --- | ----------------- | ------------------------ |
| 1968 |                               | Raka spåret Lars Ardelius                                                                               | Tom Lagerborg     | Riksteatern              |
| 1969 |                               | Ungkarlslyan (Promises, Promises) Burt Bacharach, Hal David och Neil Simon                              | Ivo Cramér        | Oscarsteatern            |
| 1970 |                               | Inte just nu, älskling (Not Now, Darling) Ray Cooney och John Chapman                                   | Hasse Ekman       | Intiman                  |
| 1971 |                               | Upp i smöret (The Bandwagon) Terence Frisby                                                             | Isa Quensel       | Intiman                  |
| 1972 | Gontran                       | Herrn går på jakt (Monsieur chasse!) Georges Feydeau                                                    | Peter Flack       | Örebroensemblen          |
| 1973 | Farfadern Polisen             | Den goda människan i Sezuan (Der gute Mensch von Sezuan) Bertolt Brecht                                 | Jan Håkansson     | Örebroensemblen          |
| 1974 | Jean Cotart Philippe Sermoise | Villon (The Judgement of François Villon) Herbert Edward Palmer                                         | Tom Lagerborg     | Örebroensemblen          |
| 1975 |                               | Och så kom det en gosse! Carl Hammarén                                                                  | Peter Flack       | Örebroensemblen          |
| 1975 | Baloun                        | Svejk i andra världskriget (Schweyk im zweiten Weltkrieg) Bertolt Brecht                                | Claes Lundberg    | Örebroensemblen          |
| 1975 | Macduff                       | Macbeth William Shakespeare                                                                             | Claes Lundberg    | Örebroensemblen          |
| 1976 | Svenne Allén                  | Noshörningen (Le rhinocéros) Eugène Ionesco                                                             | Barbro Larsson    | Örebroensemblen          |
| 1976 | Johan Tönnessen               | Samhällets stöttepelare (Samfundets støtter) Henrik Ibsen                                               | Claes Lundberg    | Örebroensemblen          |
| 1977 | Pastor Troman                 | Hundarna i Casablanca Christer Kihlman                                                                  | Marianne Rolf     | Riksteatern              |
| 1978 |                               | Lika för lika (Measure for Measure) William Shakespeare                                                 | Claes Lundberg    | Riksteatern              |
| 1978 |                               | Hemmets härd är guld värd Gunnar Ohrlander                                                              | Leif Stålhammer   | Riksteatern              |
| 1979 | Orgon                         | Tartuffe (Tartuffe, ou l'Imposteur) Molière                                                             | Pierre Fränckel   | Örebroensemblen          |
| 1980 |                               | I vackra drömmars land Lars Björkman                                                                    | Pierre Fränckel   | Riksteatern              |
| 1982 | Brettschneider                | Svejk i Andra världskriget (Schweyk im zweiten Weltkrieg) Bertolt Brecht                                | Hans Polster      | Helsingborgs stadsteater |
| 1982 | Medverkande                   | Släpp svångremmar loss, kabaré                                                                          | Lars Svenson      | Helsingborgs stadsteater |
| 1982 | Edgar                         | Varken fågel eller fisk (Nicht Fisch nicht Fleisch) Franz Xaver Kroetz                                  | Hans Polster      | Helsingborgs stadsteater |
| 1982 | Billy Ray                     | Sista sommaren (On Golden Pond) Ernest Thompson                                                         | Claes Sylwander   | Helsingborgs stadsteater |
| 1983 | Advokat Torvald Helmer        | Ett dockhem (Et Dukkehjem) Henrik Ibsen                                                                 | Tom Deutgen       | Helsingborgs stadsteater |
| 1983 | Jean                          | Fröken Julie August Strindberg                                                                          | Tom Deutgen       | Helsingborgs stadsteater |
| 1984 | Storpappa                     | Katt på hett plåttak (Cat on a Hot Tin Roof) Tennessee Williams                                         | Tom Deutgen       | Helsingborgs stadsteater |
| 1984 | Schön                         | Lulu Frank Wedekind                                                                                     | Hans Polster      | Helsingborgs stadsteater |
| 1984 |                               | Peer Gynt Henrik Ibsen                                                                                  | Edith Roger       | Malmö Stadsteater        |
| 1986 | Tjetjerev                     | Husets herre (Мещане, Mesjtjane) Maksim Gorkij                                                          | Barbro Larsson    | Malmö Stadsteater        |
| 1987 |                               | Främlingarna Joakim Groth                                                                               | Barbro Larsson    | Malmö Stadsteater        |
| 1988 | Boris Alexejevitj Trigorin    | Måsen (Чайка, Tjajka) Anton Tjechov                                                                     | Ronnie Hallgren   | Malmö Stadsteater        |
| 1989 |                               | Trettondagsafton (Twelfth Night, or What You Will) William Shakespeare                                  | Otomar Krejča     | Malmö stadsteater        |
| 1996 |                               | Maria Magdalena (Maria Magdalene) Friedrich Hebbel                                                      | Katrine Wiedemann | Malmö stadsteater        |
| 1996 |                               | Timmen när vi inte visste något om varandra (Die Stunde da wir nichts voneinander wussten) Peter Handke | Kim Brandstrup    | Malmö stadsteater        |

## Radioteater
| År   | Roll           | Produktion                                                           | Regi            |
| ---- | -------------- | -------------------------------------------------------------------- | --------------- |
| 1973 |                | Stanislaus och prinsessan (Stanislaus and the Princess) Lee Torrance | Tom Lagerborg   |
| 1992 | El Commandante | Chopins piano (Chopin's Piano) David Zane Mairowitz                  | Göran Stangertz |